# هاري كوفر
هاري كوفر (بالإنجليزية: Harry Coover)‏ (و. 1917 – 2011 م) هو كيميائي، ومخترع من الولايات المتحدة الأمريكية . ولد في نيوارك (ديلاوير) .
توفي في نيويورك، عن عمر يناهز 94 عاماً.

## التعليم
تعلم في جامعة كورنيل